# Kasteel Obbeek

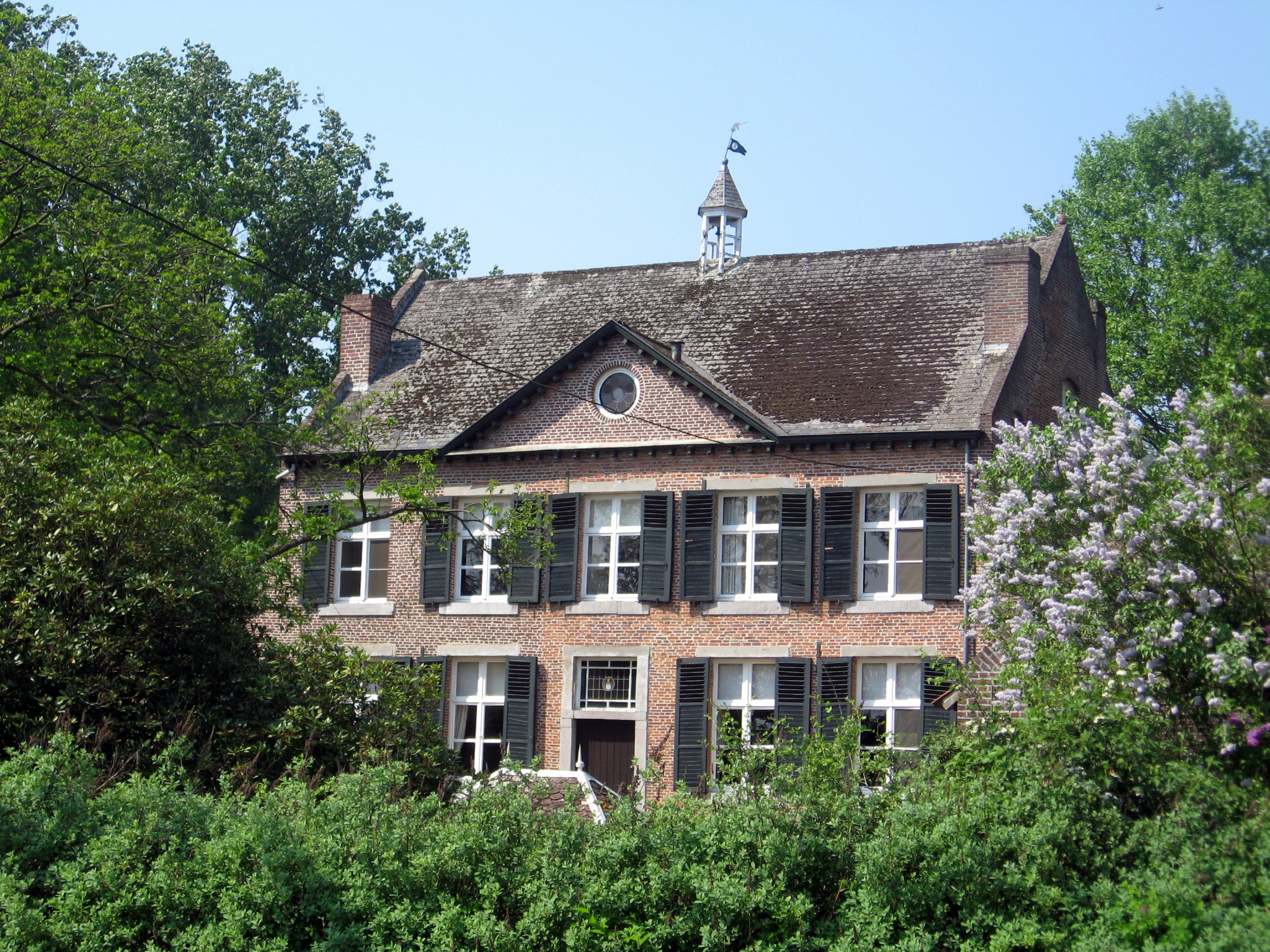
Kasteel Obbeek

Het Kasteel Obbeek is een herenhuis, gelegen aan de Mangelbeek in de omgeving van het gehucht Ubbersel, deel van de Belgische gemeente Heusden-Zolder. Het "kasteel" is genoemd naar de nabijheid van de beek, en werd gebouwd omstreeks 1750 in classicistische stijl.
In tegenstelling tot de naamgeving is het geen kasteel, maar in vergelijking met de lemen huizen van de arme Kempense boeren was het contrast zo groot dat men het de naam kasteel gaf.

## Geschiedenis
Over de oorsprong van het kasteeltje van Obbeek zijn geen precieze gegevens bekend en zijn geen geschiedkundige bronnen voorhanden. Het zou gebouwd of verbouwd zijn in 1749 door Antoine Guillaume de Horion. Over dit jaartal bestaat evenwel geen zekerheid.
Volgens een familiekroniek zou het kasteel Obbeek oorspronkelijk een jachthuis geweest zijn. Dit oorspronkelijke gedeelte werd in het hedendaagse gebouw ingewerkt. Daarvan getuigt nog een kelder die opgebouwd werd in ijzersteen. Op een dwarshout op de zolder staat het jaartal 1764 gebeiteld. Het torenklokje is gegoten in 1668 en vermeldt de naam C.G. de Horion de Bolgry. Dit verwijst naar Charles Guillaume de Horion, en was burgemeester en schepen van Kuringen en ontvanger van het kasteel van de prins-bisschop te Kuringen (1666-1670).
Tijdens de laatste jaren van WO II werd Obbeek beschadigd. Een V1-bom (vliegende bom) die over Heusden kwam werd door een Engels vliegtuig boven het weidegebied tussen Zolder en Heusden neergeschoten. De bom zelf sloeg in aan de dreef naar het kasteel Obbeek en ontplofte. Metaalstukken kwamen terecht op verschillende en veroorzaakten enige materiële schade aan "Obbeek".
In 2004 werd kasteel Obbeek beschermd als monument. De onmiddellijke omgeving is sindsdien een beschermd dorpsgezicht.
In de loop der jaren zal het uitzicht van het kasteeltje wellicht min of meer belangrijke veranderingen ondergaan hebben, alhoewel men in al de bestaande afbeeldingen steeds hetzelfde uitzicht terugvindt.

## Beschrijving kasteel
Het landhuis is een bakstenen dubbelhuis van vijf traveeën en twee bouwlagen op een verhoogde begane grond en onder een kunstleien zadeldak met klokkenruitertje en windvaan met eenhoornmotief. Links en rechts is het gebouw uitgebreid met zijdelingse aanbouwen onder leien lessenaarsdaken. De voorhof wordt links en rechts afgeboord door haakse dienstgebouwen onder pannen zadeldaken. Het linkse gebouw schijnt voorheen als wagenhuis te hebben gefungeerd. Voor het rechtse gebouw prijkt nog een kleine vrijstaande constructie onder pannen zadeldakje (voormalig bakhuis?).
De strak symmetrische façade heeft een centrale toegangsdeur met een kalkstenen latei, waarboven een bovenlicht, het geheel in een vlakke kalkstenen omlijsting op neuten. Het bovenlicht vertoont een elegante roedeverdeling en is ingevuld met een glasraam met centraal heraldisch motief bekroond door een eenhoorn. Over de gevel zijn naast drie keldervensters in vlakke kalkstenen omlijsting negen rechthoekige vensters verspreid, met kalkstenen boven- en onderdorpels en voorzien van luiken. Een driehoekig fronton met oculus bekroont de middentravee. Kroonlijsten op modillons boorden het gevelvlak af. De achtergevel vertoont dezelfde structuur als de voorgevel, maar de twee rechtse gelijkvloerse traveeën gingen verloren door de constructie van een onelegante aanbouw omstreeks 1950. De zijgevels gaan gedeeltelijk schuil achter de zijdelingse aanbouwen, maar vertonen daarboven aandaken en vlechtingen en zijn voorzien van een aantal getoogde vensters.
De zijdelingse aanbouwen, overigens ook met vlechtingen, sluiten vooraan symmetrisch aan bij het hoofdvolume, elk voorzien van een elegante houten enkeldeur met bovenlicht en een bekronend zolderluik. De bovenlichten hebben een elegante roedeverdeling rond een centraal ruitmotief. De dienstgebouwen en het bakhuisje zijn alle in baksteen uitgevoerd, met aandaken, vlechtingen en topstukken. In de koergevel van het rechtse dienstgebouw is de grafsteen ingemetseld van J. Ghysens, zoeaaf van het pauselijk leger, dodelijk gekwetst tijdens de slag van Castelfidardo en te Obbeek overleden op 4 maart 1863.
Het landhuis heeft een dubbelhuisverdeling met een centrale hal over de gehele diepte van het huis, daarbij aansluitend een dwarse traphal links, die het linkergedeelte van het corpus onderverdeelt in een groot vertrek vooraan en een voorheen kleiner vertrek achteraan (dit laatste is door middel van de lage uitbouw achteraan aanzienlijk uitgebreid); rechts van de hal zijn twee vertrekken te situeren. Alle ruimten staan via enkeldeuren met elkaar in verbinding. De interieurafwerking is zeer sober: eenvoudige plankenvloeren, houten deuren met entablementbekroning en zichtbare moerbalken, voorheen omstuct.
Antoine Guillaume de Horion zou ook het bakhuis gebouwd hebben en zou de "graaf' - de watergracht rondom het kasteel - laten graven hebben. Hierover zouden manuscripten bestaan in een groot veldboek met mémoires van de bewoners. Of dit manuscript nog bestaat of waar het zich bevindt kan voorlopig niet achterhaald worden.

## Domein
Het domein van Obbeek omvat een landhuis met voorhof in kiezel op een omgracht en omhaagd perceel. De achterkant van het kasteel staat via een statige beukendreef (sinds 1950) in verbinding met het jachthuisje, later 'speelhuisje' genoemd. Volgens de vorige eigenaar (Fam. Van Soest) is deze kort na de bevrijding van WO II gekapt en onmiddellijk terug aangeplant. Op dit moment sieren 144 beuken deze dreef.
In de omgeving van de dreef kan je ook op enkele waardevolle oude zomereiken botsen. De exacte leeftijd is niet gekend. Gelijkaardige eiken, gekapt in een aangrenzend goed ten tijde van de vorige eigenaar, zouden volgens jaarringtelling omstreeks 1863 aangeplant zijn. Sommige eiken staan voor het eerst opgetekend op militaire topografische kaarten van 1877, zodat ze vermoedelijk enkele decennia ouder zijn.
Het Speelhuisje was oorspronkelijk een jachthuis, en zou volgens een gedenkplaatje in 1787 opgericht zijn door P. Van Schuylenburg; een verwant van de familie de Horion en vroegere schout van Heusden. Ook hij woonde in het kasteeltje van Obbeek. Maar wie het huisje gebouwd heeft en wie de gedenkplaat opgehangen heeft, kon niet achterhaald worden. Later werd het jachthuis een kapelletje en ontmoetingsplaats voor alle dorpelingen.
In 1998 werd het Agentschap voor Natuur en Bos eigenaar van het boscomplex. Sindsdien doet het bosgebied "Van Soest" dienst als exploitatiebos.
De naam "Speelhuisje" is in de volksmond ontstaan omdat velen er hun jeugd al spelend hebben doorgebracht. Maar dit speelhuisje raakte in verval, waarna het in 2007 vervangen werd door een, houten schuilhut. De lokale scoutsgroep nam het peterschap op. Sindsdien hebben de leden een speciaal kenteken op hun scoutshemd met de leuze ‘ik draag zorg voor het speelhuisje’. Het speelhuisje is nu nog altijd een mooie ontmoetingsplek waar ook een noodherkenningspunt is geplaatst.

## Belangrijkste bewoners van Obbeek
De Heusdense tak van de familie de Horion heeft zijn oorsprong te Rummen, waar de familie een aantal heerlijke rechten bezat. De familie behoorde niet tot de eigenlijke adel en herviel reeds vroeg tot de eerder begoede burgerij, maar behield niettemin het recht tot het voeren van een wapenschild. Het wapenschild wordt beschreven als "in zilver een schuinbalk van keel, vergezeld van twee klaverblaadjes van sinopel".
Antoine Guillaume De Horion (Kuringen 13 februari 1727 - Obbeek 27 maart 1787)
Algemeen wordt aangenomen dat Antoine Guillaume DE HORION (Kuringen 13 februari 1727 - Obbeek 27 maart 1787) de vermoedelijke bouwer ( of verbouwer) geweest is van het kasteeltje Obbeek. Hij was vaandrig in het Hollands leger. Op 23 november 1752 huwt hij met Maria Vincence DOYEN (Maastricht, 1730 - Obbeek 10 oktober 1810). Zij kregen 8 kinderen.
Antoine Guillaume de Horion is overleden in Obbeek op 27.3.1787 en ligt begraven in de Sint-Quintinuskathedraal te Hasselt. Het feit dat Antoine Guillaume de Horion begraven werd in de kathedraal te Hasselt duidt er op dat het een belangrijke figuur moet geweest zijn.
De oudste dochter Maria Helena Cornelia (31 december 1753 - 14 juli 1824) werd meesteres van het begijnhof te Hasselt. Haar zoon, Carolus Franciscus (29 januari 1758 - 5 maart 1824) werd priester.
Mattheus Jacobus DE HORION (Hasselt 20 augustus 1772 - Obbeek 23 april 1823)
Maar het is vooral de jongste zoon Mattheus Jacobus DE HORION die als schout (burgemeester) van Heusden een belangrijke plaats inneemt in de Heusdense geschiedenis. Hij bracht het tot kapitein van de Infanterie in het Hollands leger.
Voor hij burgemeester van Heusden werd speelde Mattheus Jacobus een belangrijke rol in de Boerenkrijg. Na de ondergang van het Boerenleger in Hasselt op 5 december 1798 werden voorbereidingen getroffen voor de zogenaamde 'tweede fase' van de Boerenkrijg. Het is in de voorbereidingen tot deze tweede fase dat de Horion een zeer voorname rol speelde. Samen met de uit Meerhout afkomstige gewezen notaris Theunissen, trok hij door de Kempische dorpen en verspreidde er het nieuws dat de Prins van Oranje en de 20.000 Engelsen -  die op 27 augustus 1799 in Den Helder ontscheept waren - weldra zouden ingrijpen tegen de Franse overheersers. Overal hitste hij de bevolking op tegen de Fransen. Door het ernstig en actief verzet van leiders van de "Brigands" zoals priester Daniels uit Zonhoven en Mattheus Jacobus de Horion, bleven onze streken gekenmerkt als de weerspannigste van al de departementen tegen de Fransen.
Toen de Fransen op de hoogte gebracht werden van zijn plannen om (Franse) rijkswacht- en douaneposten te ontwapenen, werd opdracht gegeven hem te arresteren. Op 14 september 1799 deden zij een huiszoeking op het kasteel Obbeek, maar vonden hem niet. Hij was reeds uitgeweken naar Holland. Dit verklaart dat op een document betreffende een volksstelling uit de Franse periode enkel zijn moeder, weduwe de Horion-Doyen met 4 kinderen en een dienstmeid, vermeld staan als wonende op het goed Obbeek.
Met de staatsgreep in Frankrijk op 9 november 1799 en de verzoenende maatregelen op godsdienstig en maatschappelijk gebied, sloot Napoleon Bonaparte het boerenkrijgverzet definitief af. Mattheus Jacobus kon thans een rustiger leven opbouwen.
In Holland huwde hij met Henrica Brigitta Catherina Brunet de rochebrune, dochter van Paul Theodore Brunet de Rochebrune, luitenant-kolonel van de Hollandse vloot, en van Catherina Maria Rosenboom. Op 6 november 1815 bekeerde zij zich tot de Rooms-katholieke godsdienst. Priester Charles Francois de Horion, broer van Mattheus, zou aan de basis liggen van deze bekering. Dat deze plechtigheid plaatsvond in de kerk van het begijnhof te Hasselt, houdt wellicht verband met het feit dat de zuster van Mattheus meesteres was van het Hasseltse begijnhof.
Vanaf 1817 wisselde Mattheus Jacobus de Horion de militaire carrière in voor een burgerlijk ambt. Vanaf 1817 tot aan zijn dood in 1823 was hij burgemeester (schout) van Heusden. Hij overleed op 23 april 1823 op zijn "buytegoet" Obbeek.
Na de dood van Mattheus Jacobus de Horion is Henrica Brigitta Catherina Brunet de Rochebrune in kasteel Obbeek blijven wonen. Zij is er overleden op 12 november 1853. Haar bidprentje vermeldt: na een langdurige ziekte. In het bevolkingsregister staat "gangreen" vermeld als doodsoorzaak.

## Stamboom De Horion
Herman de Horion (+1552)  ×  Yda Caters
Guillaume de Horion (+1579)  ×  Kuyskens Hildegonde
Arnold de Horion (+1597)  ×  Maria van Weddingen
Guillaume de Horion (+1638)  ×  Maria Van der Hoeven
Charles Guillaume de Horion  ×  Jacqueline de Bolgrije
Nicolas de Horion (5 april 1662 - 25 juli 1718)  ×  Agnes Van De Put (17 maart 1660 - 20 oktober 1731)
Charles Guillaume François de Horion 16 februari 1694 - 27 augustus 1765)  ×  Marie Groetaers (1 maart 1697 - 27 oktober 1727)
Charles Guillaume François de Horion 16 februari 1694 - 27 augustus 1765)  ×  Marie Elisabeth Spirlet

## Andere bewoners
Het jongste kind van Mattheus Jacobus de Horion en Henrica Brigitta Catherina Brunet de Rochebrune, Maria Josepha Vincentia DE HORION (17 september 1810) huwde op 3 december 1829 met Donatus SCRAYEN(6 oktober 1806).
Het bevolkingsregister uit 1836 vermeldt op het adres "Ubbersel 26" vijf personen: de weduwe Brunet de Rochebrune (63 jaar), dochter Maria Josepha Vincentia de Horion (26 jaar), haar echtgenoot Donatus Scrayen (30 jaar) en twee kinderen uit dit huwelijk: Henriette (6 jaar) en Auguste (l jaar). Moeder, dochter en schoonzoon woonden dus een tijdlang samen op het kasteel. Het gezin Scrayen-de Horion is rond 1840 verhuisd naar Lummen, waar de beide echtelingen overleden zijn.
Een andere dochter, het vijfde kind uit het huwelijk van Mattheus Jacobus de Horion-Brunet de Rochebrune, Rosalia Hendrica Augusta DE HORION (01 oktober 1813) huwde op 7 augustus 1843 met Willem Jozef Amandus GHYSENS (02 september 1810), schepen van Hasselt. Vanaf 1861 was hij provincieraadslid en Bestendig Afgevaardigde. De familie Ghysens woonde in de Ridderstraat te Hasselt. Na de dood van zijn ouders in 1843 kwamen Rosalia de Horion en Willem Ghysens in Obbeek wonen bij de weduwe Mattheus Jacobus de Horion-Brunet de Rochebrune.
Het echtpaar GHYSENS-DE HORION had 6 kinderen. Willem Jozef Amandus Ghysens is overleden in Obbeek op 6 september 1883. Rosalia Hendrica Augusta de Horion is overleden in Obbeek op 10 april 1890. Met haar overlijden verdween de naam DE HORION definitief uit de Heusdense annalen.
Het derde kind uit het huwelijk Ghysens-de Horion, Joannes Dominicus Joseph Vincentius GHYSENS, geboren in Hasselt op 17 december 1840, tekende op 24 april 1860 een contract als pauselijk zouaaf (Pauselijk soldaat). Op 6 mei 1860 kwam hij toe in Ancona en op 20 mei 1860 in Rome. Hij werd ingedeeld als klaroenblazer bij de Franco-Belges. Op 18 september 1860 nam hij deel aan de slag van Castelfidardo, waar hij als enige van de eerste linie overbleef. Door overmacht moesten de overblijvende troepen zich terugtrekken en konden ze Loreto bereiken. Van de 250 Franco-Belges waren er slechts 84 overgebleven. Na overgave werden zij als gevangenen overgebracht naar Genua. Op 16 oktober 1860 werden zij gerepatrieerd via Marseille. Zij bereikten Brussel op 21 oktober 1860. Op 1 januari 1861 nam hij opnieuw dienst als pauselijk zouaaf en vocht toen mee bij de slag "Batteria di Montagna" als artillerist. Om gezondheidsredenen moest hij het pauselijk leger verlaten op 22 maart 1862. Op 4 maart 1863 - amper 23 jaar oud - is hij overleden te Obbeek. Aan het kasteeltje staat een klein monument ter nagedachtenis van deze soldaat van Kerk en Paus.
De oudste dochter Ghysens, Josephina Eugenia Francoise Hubertine GHYSENS, geboren te Hasselt op 2 december 1838 huwde met Joannes Franciscus DE PUYDT, geboren te Ingelmunster op 18 maart l830, kapitein-kwartiermeester van de Artillerie. Op een postkaart uit 1899 staat het kasteeltje van Obbeek vermeld als "Chateau De Puydt".
De echtelingen De Puydt-Ghysens zijn overleden in 1900: Joannes Franciscus DE PUYDT op 15 januari 1900 en zijn echtgenote Hubertine GHYSENS op 1 augustus 1900.
De zoon Paul Hubert Maximilien Jean Ernest DE PUYDT, advocaat, geboren te Heusden op 14 november 1875, overleed 4 januari 1899 op 24-jarige leeftijd. Hun dochter Maria Amanda Anna Rosalia DE PUYDT, geboren te Leopoldsburg op 10 december 1863, huwde met Louis Francois Emile CLAES, geboren te Peer op 16 september 1847. Hij is overleden in Obbeek op 13 juli 1931. In Heusden noemde men Rosalia De Puydt "Madammeke Claes van 't kasteelke". Zij is overleden in Obbeek op 15 juli 1944.
Uit dit huwelijk werden drie kinderen geboren: Louis Joseph Claes, overleden op 4-jarige leeftijd - Maria Louis Jules Claes, overleden op 32-jarige leeftijd en Anna Maria Joanna Ernestina CLAES, geboren te Herentals op 10 januari 1890. Zij huwde te Hasselt op 11 mei 1921 met Hubert Antoine Ernest VAN SOEST, geboren te Hasselt op 3 augustus 1883.
Beroepshalve was Ernest van Soest leraar te Hasselt (licentiaat Germaanse talen). Hij was zeer sociaal voelend. Geruime tijd was hij plaatselijk en provinciaal voorzitter van het Rode Kruis. Tijdens WO II was hij in Heusden de drijvende kracht achter Winterhulp en diverse hulpacties ten gunste van vluchtelingen en oorlogsslachtoffers. Onmiddellijk na de bevrijding aarzelde hij niet om op bestuurlijk gebied en in afwachting van wettelijke verkiezingen van een nieuwe gemeenteraad, een voorlopig schepencollege te vormen teneinde de nodige maatregelen te kunnen nemen om de openbare orde en de bestuurlijke continuïteit te verzekeren. Hij overleed op 25 februari 1960. Mevr. VAN SOEST is overleden op 23 mei 1978.
Hun dochter, Anna Maria Louisa Alice Emilia VAN SOEST, geboren te Hasselt op 6 juni 1926, weduwe van Georges FRYNS, is de huidige bewoonster van het kasteelke van Obbeek.
Overzicht:
Antoine Guillaume DE HORION (13.2.1727 - 27.3.1787) × Maria Vincence DOYEN (1730 - 10.10.1810)
Mattheus Jacobus DE HORION (20.8.1772 - 23.4.1823) × Henrica Brigitta Catherina BRUNET DE ROCHEBRUNE (28.3.1773 - 12.11.1853)
Maria Josepha Vincentia DE HORION (17.9.1810 - 26.10.1880) × Donatus SCRAYEN (6.10.1806 - 12.2.1881)
Rosalia Hendrica Augusta de HORION (01.10.1813 - 10.4.1890) × Willem Jozef Amandus GHYSENS (2.9.1810 - 6.9.1883)
Josephina Eugenia Franc. Hubertine GHYSENS (2.12.1838 - 1.8.1900) × Joannes Franciscus DE PUYDT (18.3.1830 - 15.1.1900)
Maria Amanda Anna Rosalia DE PUYDT (010.12.1863 - 15.7.1944) × Hubert Antoine Ernest VAN SOEST (3.8.1883 - 25.2.1960)
Anna Maria Louisa Alice Emilia VAN SOEST (06.6.1926 - ...) × Georges FRYNS (30.11.1926 - 5.3.1999)

## Trivia
Ter herinnering aan de familie De Horion werd aan een gemeenteweg in de wijk Ubbersel de benaming HORIONWEG toegekend.